# Dotto Trains
La Dotto Trains è un'azienda italiana fondata nel 1962 a Castelfranco Veneto, leader mondiale nella produzione di trenini turistici su gomma.

## Storia

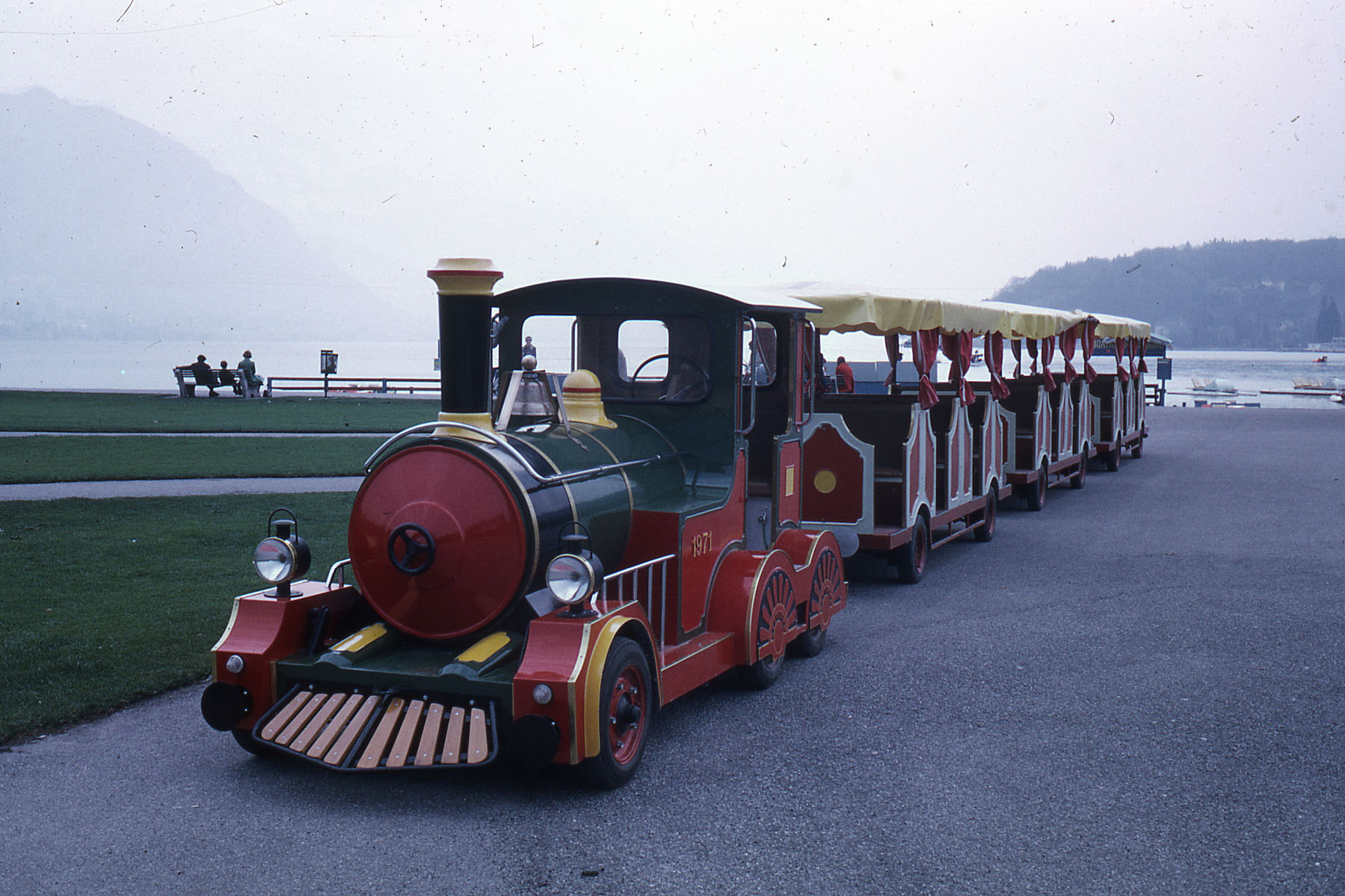
Dotto Train ad Annecy nel 1974

Nel 1962 il perito industriale Ivo Dotto, già insegnante di materie tecniche, aprì una piccola azienda a Castelfranco Veneto (provincia di Treviso), nella zona di Borgo Vicenza, per realizzare arredi per scuole e giardini (altalene, scivoli, giostre) e sedie a sdraio per spiaggia, e decise di abbellire il giardino antistante la fabbrica costruendovi personalmente un piccolo treno su rotaia mosso dal motore di una Lambretta. L'invenzione ottenne molto successo a Castelfranco, con molti bambini che quotidianamente si fermavano vicino ai cancelli della fabbrica per vedere il piccolo treno in funzione, con la speranza di poter salire a bordo.

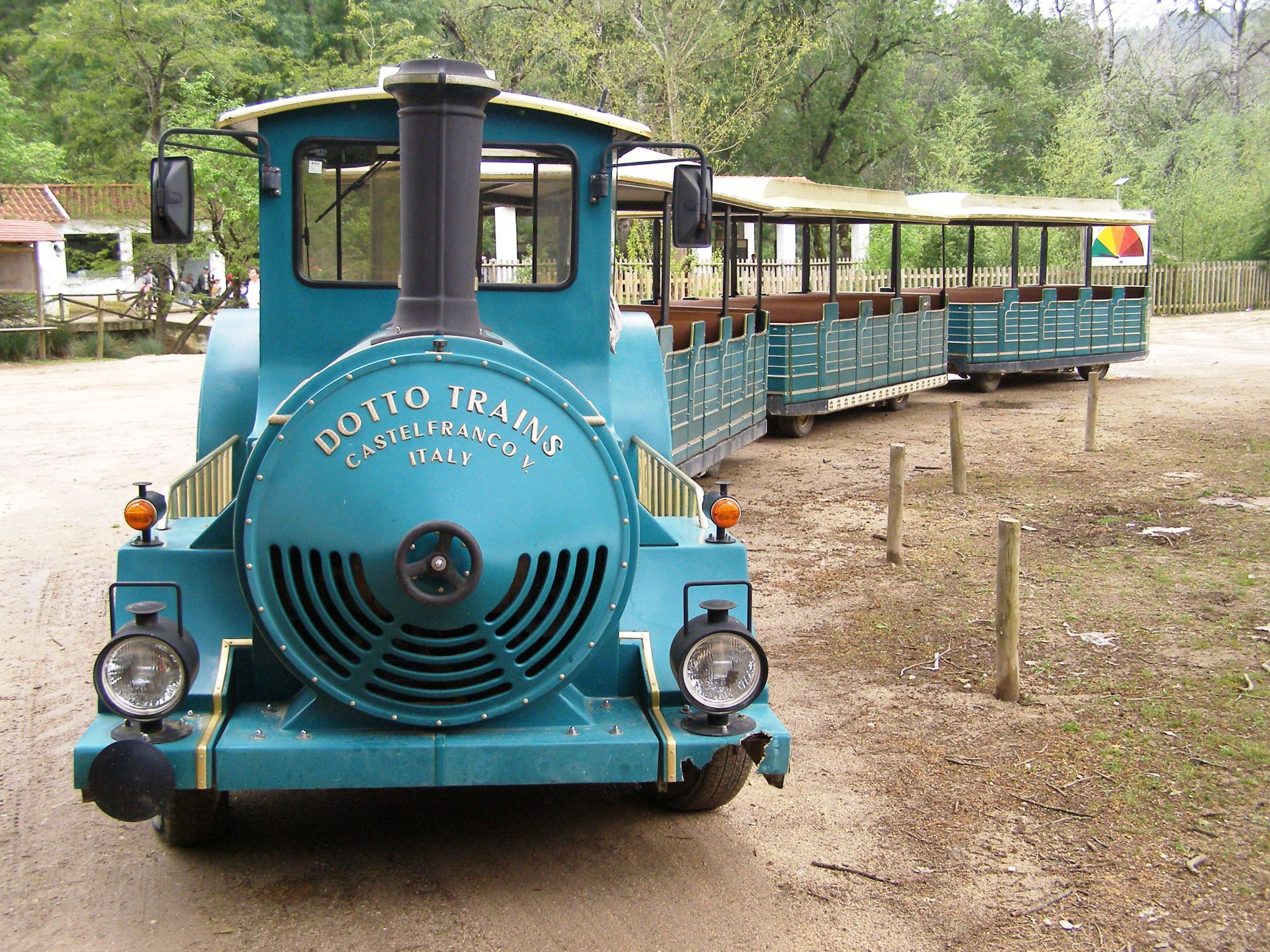
Dotto Train in Portogallo

Nel 1966 venne brevettato il primo trenino su pneumatici per bambini: tale invenzione rappresentò una vera rivoluzione nel mondo dei trenini in miniatura, fino ad allora realizzati con il vincolo del binario ferroviario, vincolo che Dotto, per primo, ebbe l'idea di rimuovere, trasformando questa tipologia di veicolo in un mezzo di trasporto innovativo e molto più versatile e adatto in contesti in cui risultava difficile la realizzazione di una classica infrastruttura ferroviaria. A partire dal 1972 iniziarono ad essere commercializzati trenini su gomma sia per bambini che per adulti, riscuotendo un notevole successo non solo all'interno dei parchi di divertimento, ma anche sulle strade pubbliche ed in svariati altri ambiti. Dopo pochi anni, i treni della Dotto iniziarono ad essere venduti anche all'estero. Dagli anni 1980 la produzione della Dotto si concentrò esclusivamente sui trenini.

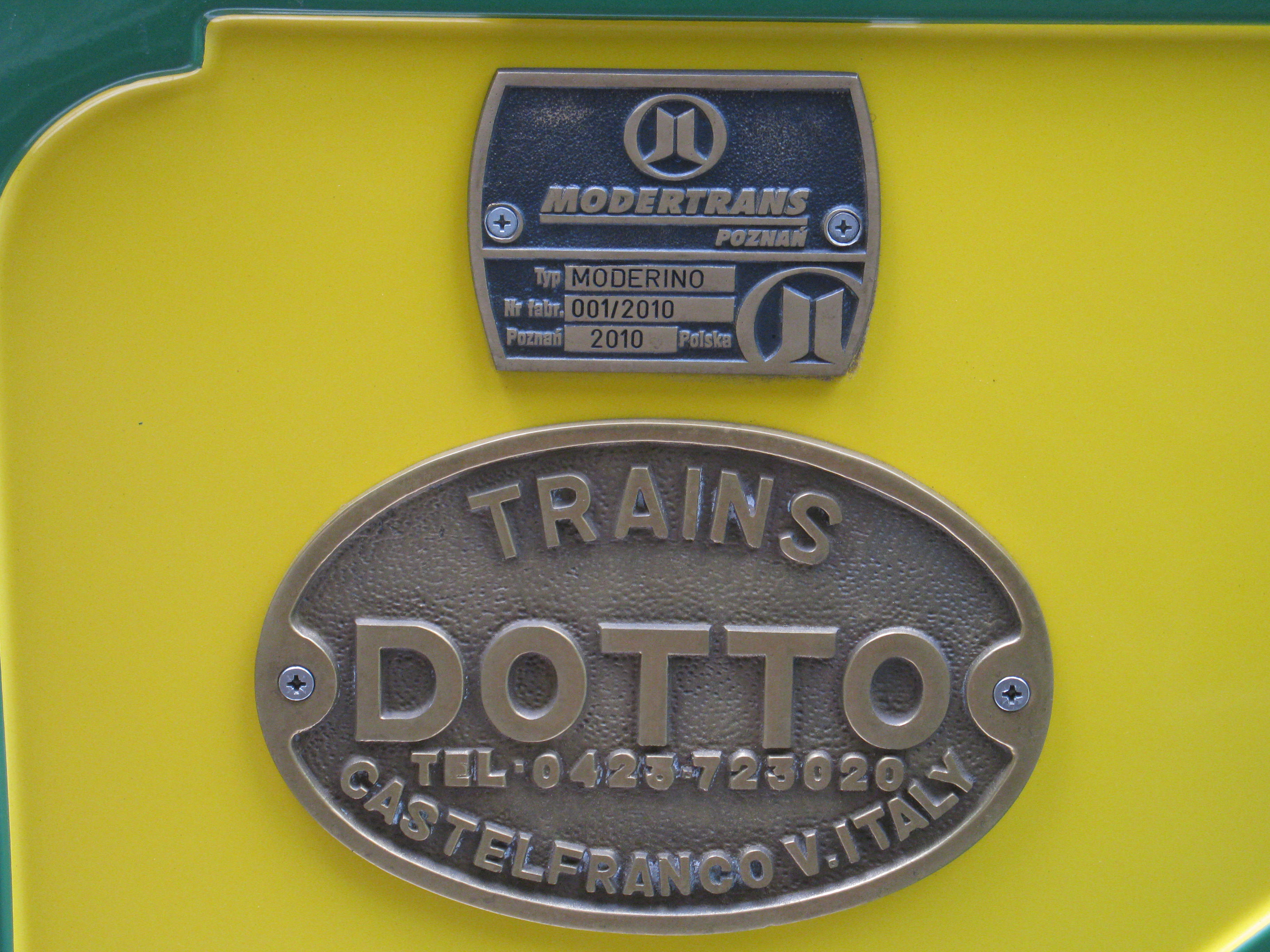
Placca identificativa su un trenino Dotto Trains

Alla morte del fondatore, avvenuta negli anni 1990, la gestione dell'azienda è stata rilevata dalla nipote Bruna Dotto (1940-2016) e dal marito Francesco Carraro, detto "Mario" (1936-2003), responsabile del design dei trenini.
Nel 1995 è stato brevettato il primo modello di trenino turistico a propulsione elettrica, seguito negli anni da altri modelli, affiancati ai modelli tradizionali con motore a scoppio.
Nel 2000 sono stati lanciati gli autotreni aerodinamici TM970, impiegati nelle città di Binz e Kleve (Germania), Lugano (Svizzera) e Zagabria (Croazia) come metropolitana di superficie.
Nel 2006 è stata lanciata la nuova gamma dei Funny Trains, trenini turistici su pneumatici con un particolare design e colori caldi. Uno di questi veicoli è stato utilizzato a Esino Lario durante la conferenza internazionale di Wikimania nel giugno 2016.
Nel maggio 2007, grazie alla Dotto, è stata introdotta anche in Italia una normativa stradale specifica per i trenini turistici, che fino ad allora potevano circolare in aree aperte al traffico unicamente con la motrice trainante un solo vagone.
Nel 2014 l'azienda ha avviato la produzione dell'autotreno elettrico a vagoni aperti Dottobus, che negli anni seguenti è stato reso disponibile anche con motore diesel e con carrozze chiuse.
Attualmente la direzione dell'azienda è affidata a Sabrina ed Ottorina Carraro, figlie di Bruna Dotto e Francesco Carraro.

## Produzione

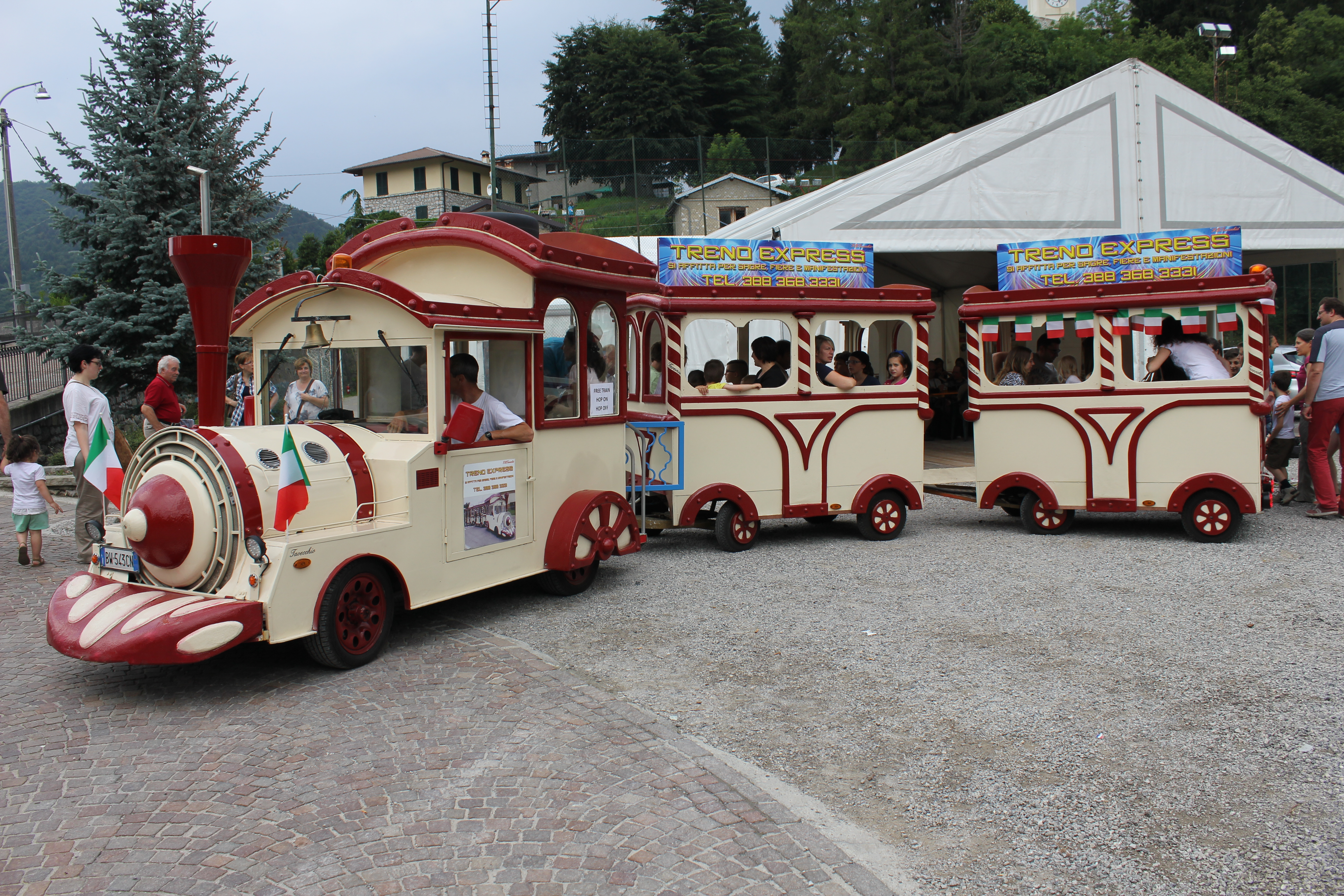
Dotto Train utilizzato durante la conferenza Wikimania 2016 a Esino Lario

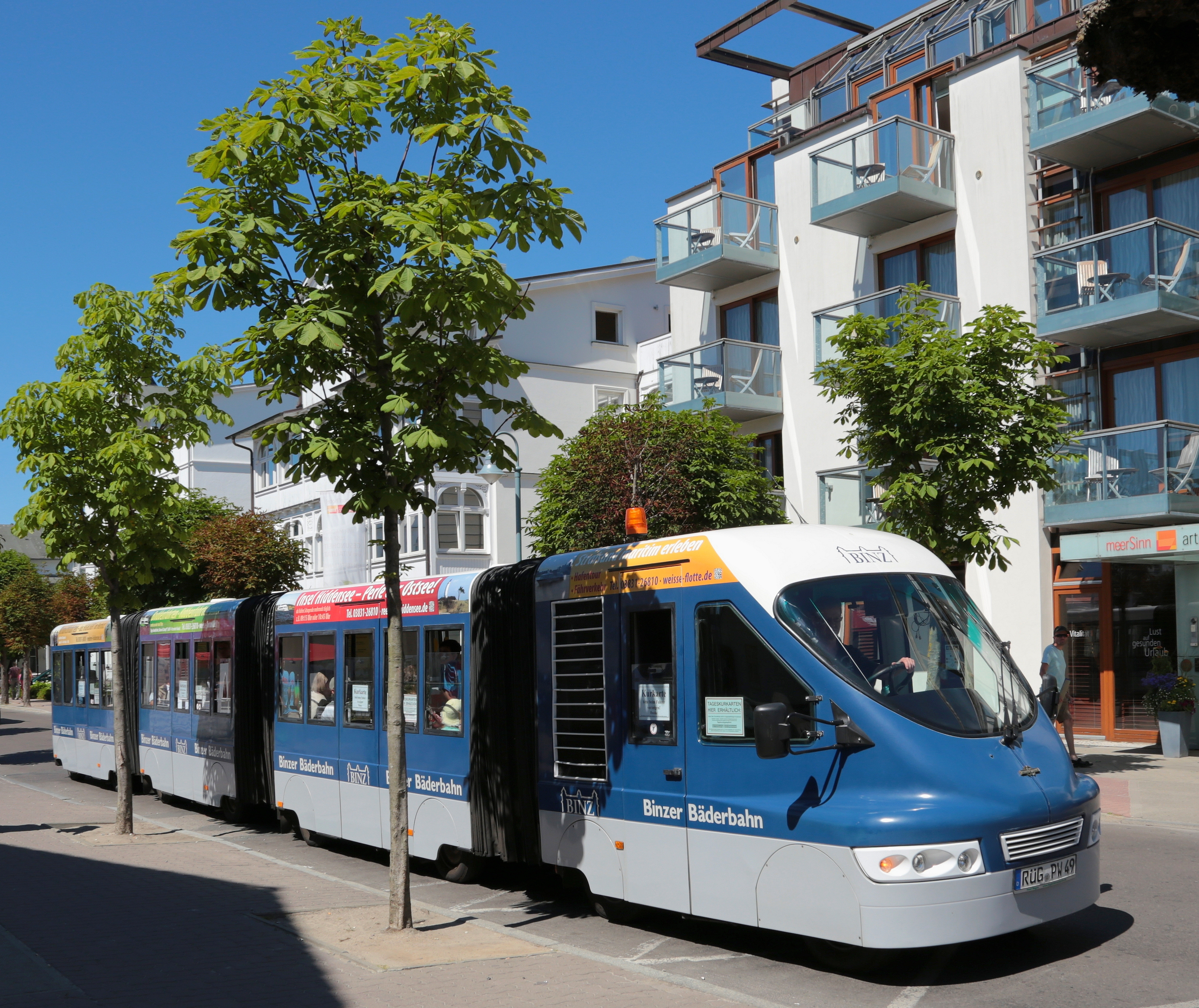
Dotto TM970 a Binz (Germania)

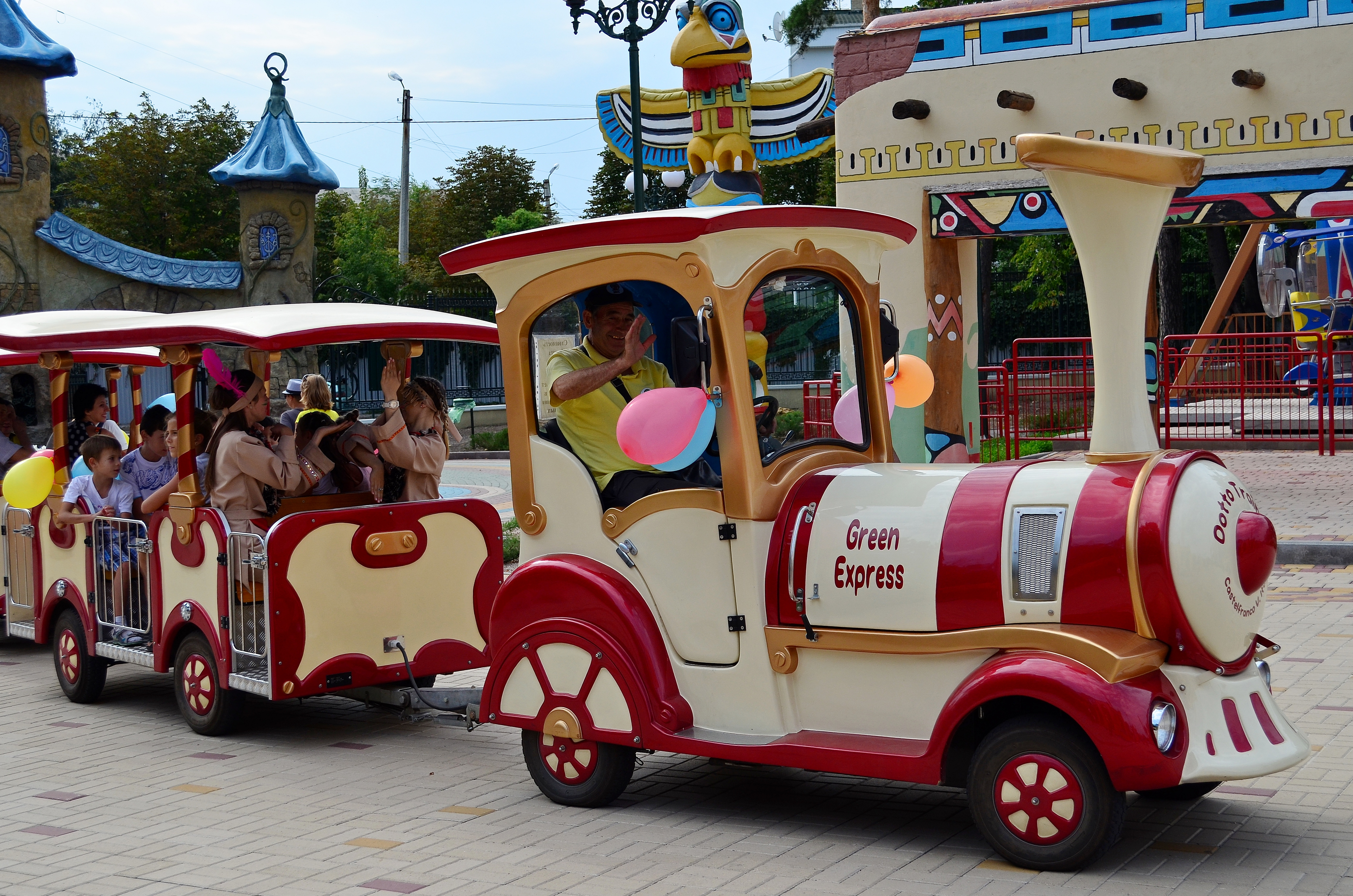
Green Express al Gorky Park di Charkiv (Ucraina)

Trenini su gomma
- Big Coast to Coast
- Circus
- Coast to Coast
- A72
- C72
- C76
- Dottobus
- F87 - 1887
- Green Express
- Muson River - 1894
- P90
- Sirius
- TM970
- Zeus
- Big Boy

Trenini su rotaia
- Mississipi
- 507 Old Time
- 60